# Westerstede
Westerstede è una città di 23 452 abitanti, della Bassa Sassonia, in Germania.

È il capoluogo, ma non il centro maggiore, del circondario (Landkreis) dell'Ammerland (targa WST).

## Amministrazione

### Gemellaggi
Westerstede è gemellata con:
- Pleszew, dal 1994